# .25 Winchester Super Short Magnum
El .25 Winchester Super Short Magnum es un tercer miembro de la familia de cartuchos "Winchester Super Short Magnum" (WSSM) creada por Winchester y Browning.

## Descripción

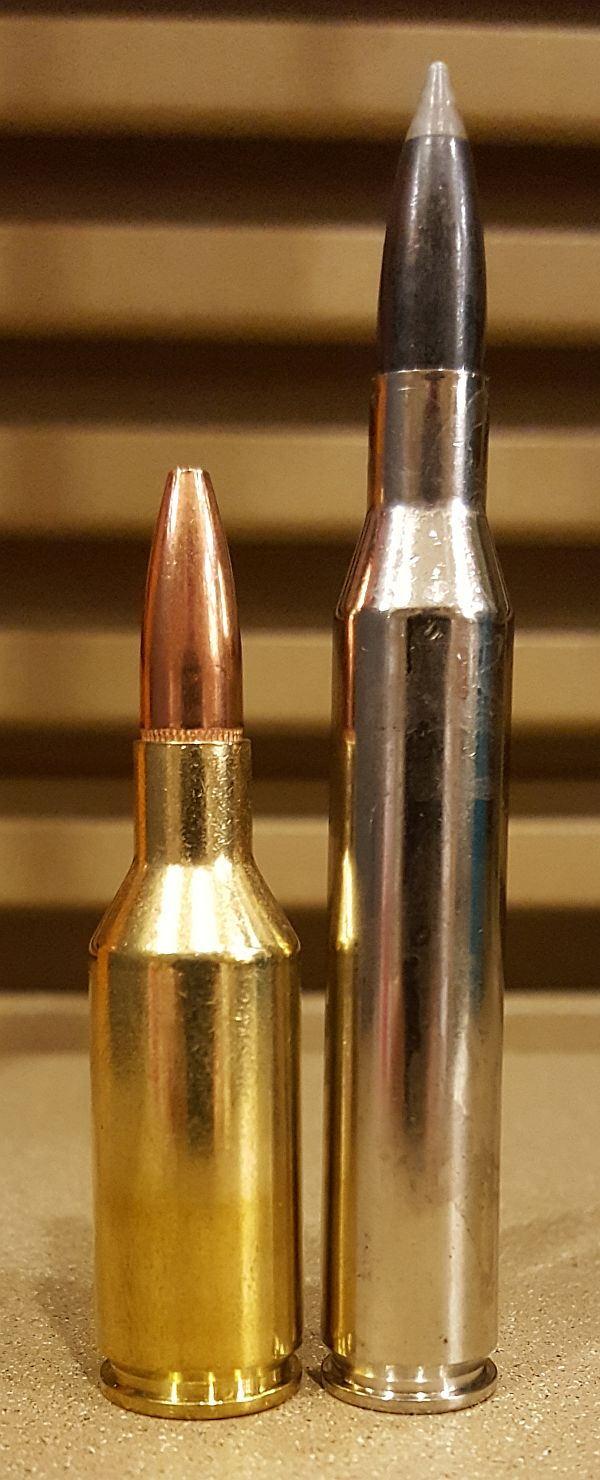
El 25 WSSM es balísticamente similar al .25-06 Remington, pero en un casquillo más corto.

Es una versión del .243 WSSM, al que se le ha holgado el cuello del casquillo para alojar una bala calibre .257, que también puede ser logrado ajustando el cuello del .300 WSM. Concebido para mejorar la eficiencia del cartucho para conseguir performances similares a de cartuchos con casquillos más largos.
Su performance es similar a la del .25-06 Remington, haciéndolo adecuado para la caza de venados y berrendos. Si bien la balística del .25 WSSM es similar a la del .25-06 Rem, este puede ser recamarado en rifles de acción corta. Sin embargo, no logra igualar al .257 Weatherby Magnum. El .25 WSSM también puede ser comparado a la versión mejorada de la versión mejorada del .257 Roberts, desarrollada por P.O. Ackley.